# Serra de las Cabrillas
La serra de las Cabrillas (en castellà) és una alineació muntanyosa entre les comarques valencianes de la Foia de Bunyol i la Plana d'Utiel que forma part del Sistema Ibèric. L'altura màxima es troba a El Tejo amb 1.250 metres (m). Altres fites són el pic Santa Maria (1.137 m.), el Montote (963 m) o el Cerro del Gallego (904 m). Els municipis de Setaigües, Requena i les seues pedanies del Rebollar o Hortunas envolten el conjunt muntanyenc.
En realitat amb el nom de las Cabrillas es coneix al conjunt de serres que esdevenen frontera entre l'altiplà castellà d'Utiel-Requena (a l'oest) i la depressió central valenciana (a l'est) conformada per les serres de Santa Maria, Enmedio, de los Ajos, de los Bosques i del Tejo. És el port de Bunyol o de las Cabrillas, pas natural entre el litoral i l'altiplà, l'element central que defineix el conjunt de las Cabrillas.
Pel nord, amb el nom de la serra de los Bosques, el riu Túria defineix el límit; per l'oest és el riu Reatillo (afluent del Túria) que marca el límit de les serres de Santa Maria i Enmedio. La plana del Rebollar al centre de l'alineació és per on discorre el conjunt d'infraestructures que comuniquen d'est a oest la plana litoral valenciana amb l'interior. Pel sud la serra de las Cabrillas s'estén uns quilòmetres fins al riu Magre en contacte amb la serra de Malacara per l'est i de Martés pel sud.

## El port delas Cabrillas
La serra de las Cabrillas ha estat històricament la frontera entre els regnes de Castella i València abans de la incorporació de la comarca de la Plana d'Utiel a la província de València en el segle xix: l'anomenat port de las Cabrillas. Aquesta ruta s'ha documentat des d'època de l'Imperi Romà i la primera carretera que va creuar aquestes contrades es situa al segle xv quan durant el regnat d'Alfons el Magnànim s'impulsà aquesta infraestructura que permetia transportar cereal i gra de Castella cap a la ciutat de València.
En el 1825 s'inicien les obres de millora i ampliació de la carretera de las Cabrillas que va ocupar amb treballs forçats fins a 250 presoners encarregats de les obres en condicions dures. Amb aquesta millora s'amplia la calçada, s'utilitzaren fins a tres capes d'empedrat i s'escurçà el traçat dissenyant una carretera que guanyava altura mitjançant un ziga-zaga ben combinat que va permetre fer d'aquesta ruta la més utilitzada per viatjar a Madrid des del País Valencià. L'obra va finalitzar el 1852 amb una única interrupció entre 1836 i 1840 degut a la Primera Guerra Carlina.